# Glenurus fuscilomus
Glenurus fuscilomus är en insektsart som beskrevs av C.-k. Yang 1986. Glenurus fuscilomus ingår i släktet Glenurus och familjen myrlejonsländor. Inga underarter finns listade i Catalogue of Life.